# Stroudsburg
Stroudsburg è una città degli Stati Uniti d'America di 6 674 abitanti, capoluogo della Contea di Monroe (Pennsylvania)